# Hermann IV. von Saffenberg
Hermann IV. von Saffenberg (* 1027; † 1091), auch als Hermann IV. von Saffenburg oder Hermann II. von Saffenberg-Nörvenich bekannt, war ein Graf aus dem Hause Saffenberg, welches im 11. und 12. Jahrhundert ein einflussreiches Adelsgeschlecht im Rheinland war. Hermann IV. von Saffenberg wurde zum Grafen von Saffenberg, Vogt von Cornelimünster und St. Martin in Köln. Im Jahr 1081 erlangte er als Graf von Nörvenich zudem die Herrschaft über eine weitere Grafschaft im Rheinland.

## Familie
Das Adelsgeschlecht Saffenberg stammt wie das Haus Berg von den letzten Grafen im karolingischen Keldachgau ab.

### Abstammung
Hermanns Vater war Adolf II. (* um 987, † 1041), Graf im Keldachgau, dieser war ein Enkel des Hermann von Lothringen. Seine Söhne waren Adalbert von Saffenberg und Adolf von Nörvenich. Das Haus Saffenberg war im 11. und 12. Jahrhundert ein bedeutendes Adelsgeschlecht im Rheinland.

### Ehe und Nachkommen
Hermann IV. von Saffenberg war verheiratet mit Gepa von Werl, Tochter des Grafen Adalbert von Werl. Über die Nachkommen ist wenig bekannt. Einzig namentlich genannter Nachkomme ist Adalbert von Saffenberg, ein Cousin des Adolf von Berg.